# Moose Goheen
Francis Xavier Goheen, detto Moose (White Bear Lake, 8 febbraio 1894 – White Bear Lake, 13 novembre 1979), è stato un hockeista su ghiaccio statunitense.

## Palmarès

### Olimpiadi
- Argento a Anversa 1920 nell'hockey su ghiaccio.